# Hôpital Saint-Louis

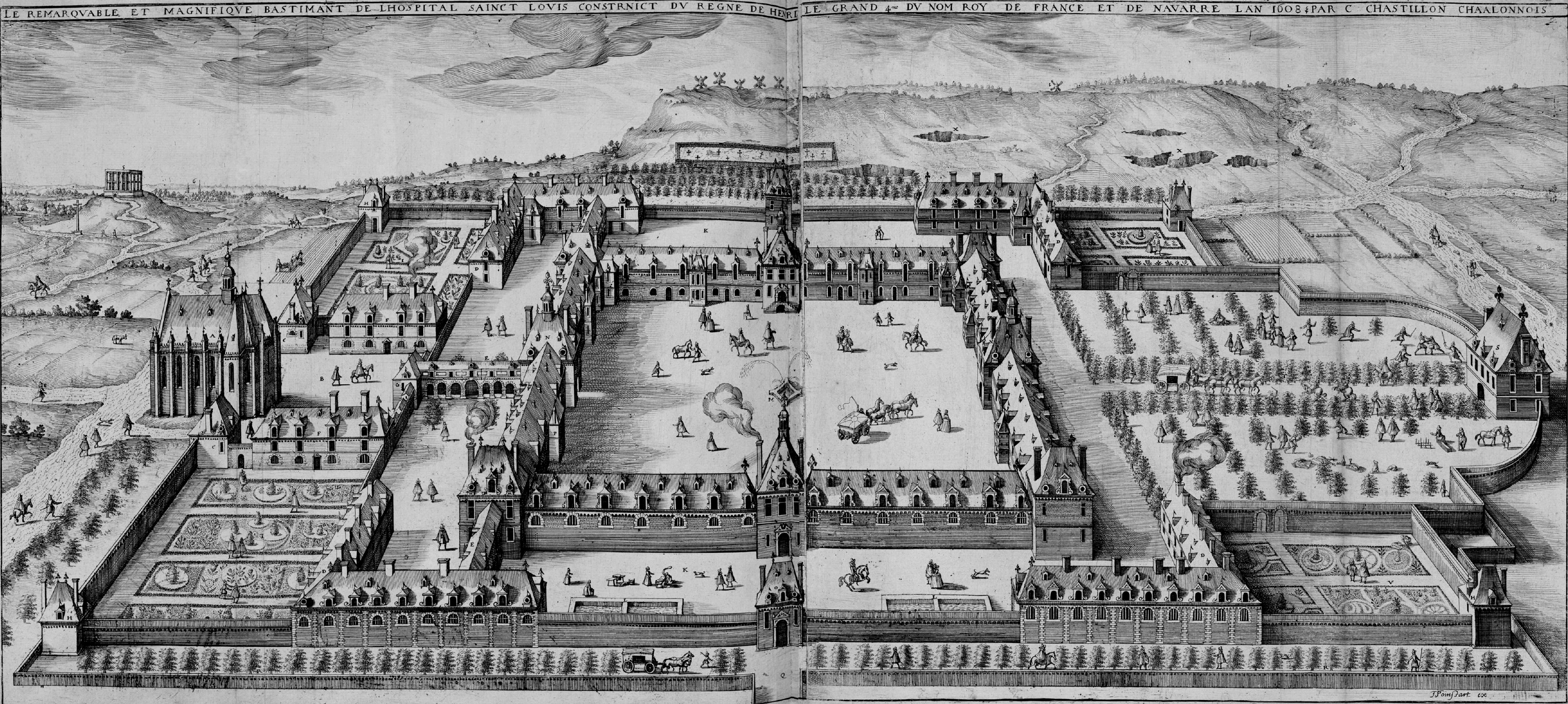
Hôpital Saint-Louis im Jahr 1608, von Claude Chastillon

Das Hôpital Saint-Louis ist ein Krankenhaus in Paris. Es befindet sich im 10. Arrondissement im gleichnamigen Quartier. Es wurde ab 1607 gebaut und gehört heute zum öffentlichen Krankenhausverbund Assistance publique - hôpitaux de Paris (AP-HP). Das Hôpital Saint-Louis nimmt einen ganzen Straßenzug ein. Eingänge zum Gelände befinden sich 2, place du Docteur-Alfred-Fournier und 1, avenue Claude-Vellefaux. Die nächsten Metrostationen sind Colonel Fabien und Goncourt der Linien 2 und 11.

## Geschichte
Das Krankenhaus Saint-Louis entstand auf Anordnung des französischen Königs Heinrich IV. vom 19. Mai 1607 und gehörte zu einem bisherige Dimensionen übertreffenden Ausbauprogramm für die Hauptstadt nach den Zerstörungen der französischen Religionskriege. Schon seit dem König Franz I. war die Idee eines Pestkrankenhauses erörtert, aber nicht ausgeführt worden. Die Pestkranken wurden mit anderen Kranken zusammen im Hôtel-Dieu gepflegt. Da 1596, 1605 und 1606 Pestepidemien in Paris ausgebrochen waren, erkannte man, dass die Kranken isoliert werden mussten. Man wählte außerhalb der Stadtmauer ein leicht erhöhtes Gelände und sicherte die Finanzierung durch die Erhöhung der Salzsteuer. Am 13. Juli 1607 wurde der Grundstein gelegt und das Pestkrankenhaus wurde nach Ludwig dem Heiligen benannt, der im Jahr 1270 an der Pest gestorben war. Im 17. Jahrhundert war das Krankenhaus nur in Pestzeiten, d. h. 1619, 1623, 1625, 1628, 1636 und 1638 in Betrieb, und das Personal wurde vom Hôtel-Dieu gestellt. Nachdem das Hôtel-Dieu 1772 abgebrannt war, wurde das Hôpital Saint-Louis permanent genutzt. Ab 1801 wurde das Hôpital Saint-Louis zum Spezialkrankenhaus für Hautkrankheiten.

## Architektur
Der Ingenieur und königliche Architekt Claude Chastillon entwarf die Pläne, und der vom Hôtel-Dieu beauftragte Architekt Claude Vellefaux leitete die Bauarbeiten. Um einen zentralen, rechteckigen und begrünten Innenhof gruppieren sich vier 120 Meter lange Gebäude. Die Eckgebäude besitzen einen turmartigen Aufbau und die ganze Anlage war von einem Garten umgeben und von einer Mauer umschlossen, so dass ohne Kontrolle niemand ein- oder ausgehen konnte. Kleinere Nebengebäude wurden für die Nonnen, Pfleger und weiteres Personal gebaut. Dieser Bereich, in dem sich auch die Küchen, eine Bäckerei und andere Einrichtungen befanden, wurde eigens von einer Mauer vom Krankenhaus abgetrennt. Die Kranken wurden über einen bewachten Durchgang mit allem Nötigen versorgt. Die Kapelle, die 1610 als erstes Gebäude fertiggestellt wurde, befindet sich an der Umfassungsmauer, so dass sie sowohl von außerhalb als auch vom Krankenhausbereich betreten werden konnte. Auf dem Krankenhausgelände befand sich auch ein Garten für Heilkräuter und ein Friedhof. Die Kranken waren in vier acht Meter hohen langen Schlafsälen untergebracht und hatten keinerlei Kontakt zur Außenwelt.

## Heutiger Zustand
Seit dem 19. Jahrhundert entwickelte sich das Hôpital Saint-Louis zum international anerkannten Fachkrankenhaus für Dermatologie, Venerologie und Hämatologie. Folgende bekannte Ärzte waren im Krankenhaus tätig: Jean-Louis Alibert, Jean Guillaume Lugol, Jean Dausset (1980 Nobelpreis für Physiologie oder Medizin) und Jean Bernard. Zu den bekanntesten Patienten zählten Paul Verlaine, Henri de Toulouse-Lautrec und August Strindberg.
Im 19. und 20. Jahrhundert wurden zahlreiche Nebengebäude errichtet, die den architektonischen Gesamteindruck stark veränderten. Während das alte Hauptgebäude unter Denkmalschutz (monument historique) gestellt wurde, begann man ab 1974 unter der Leitung der Architekten Daniel Badani und Pierre Roux-Dorlut, auf dem nördlichen Gelände ein modernes Krankenhaus zu bauen.
- Der unter Denkmalschutz stehende Teil des Krankenhauses:

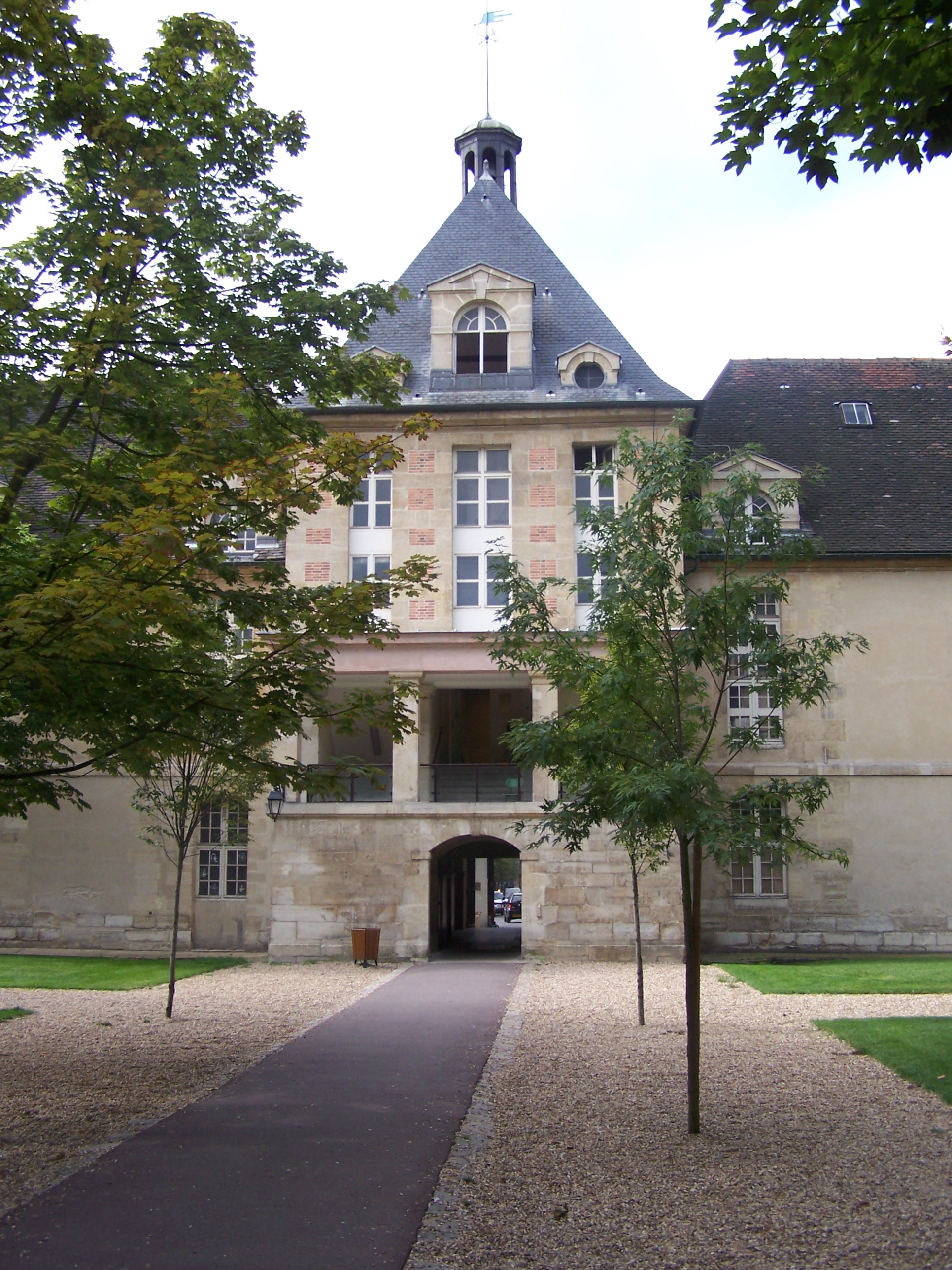
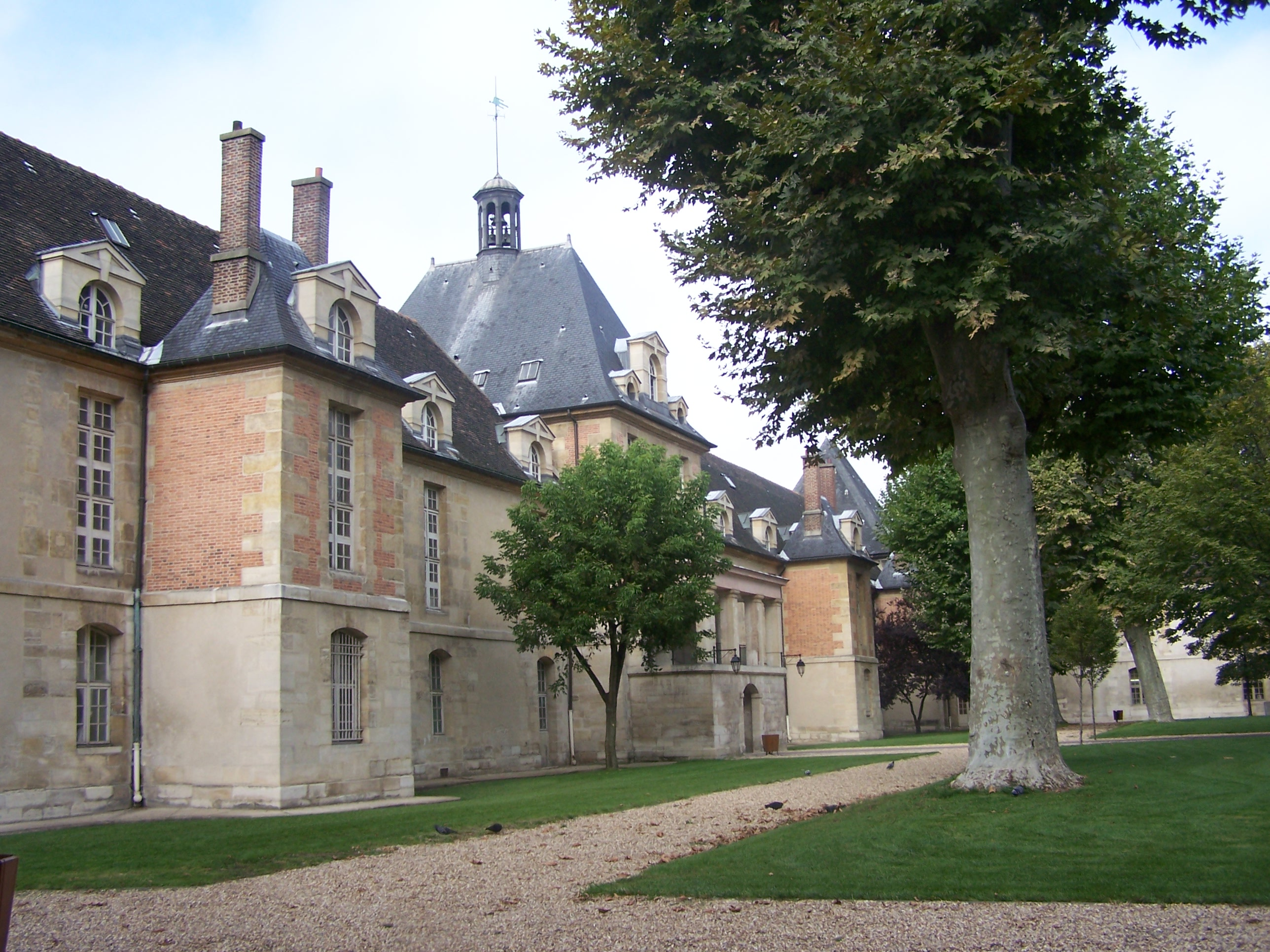
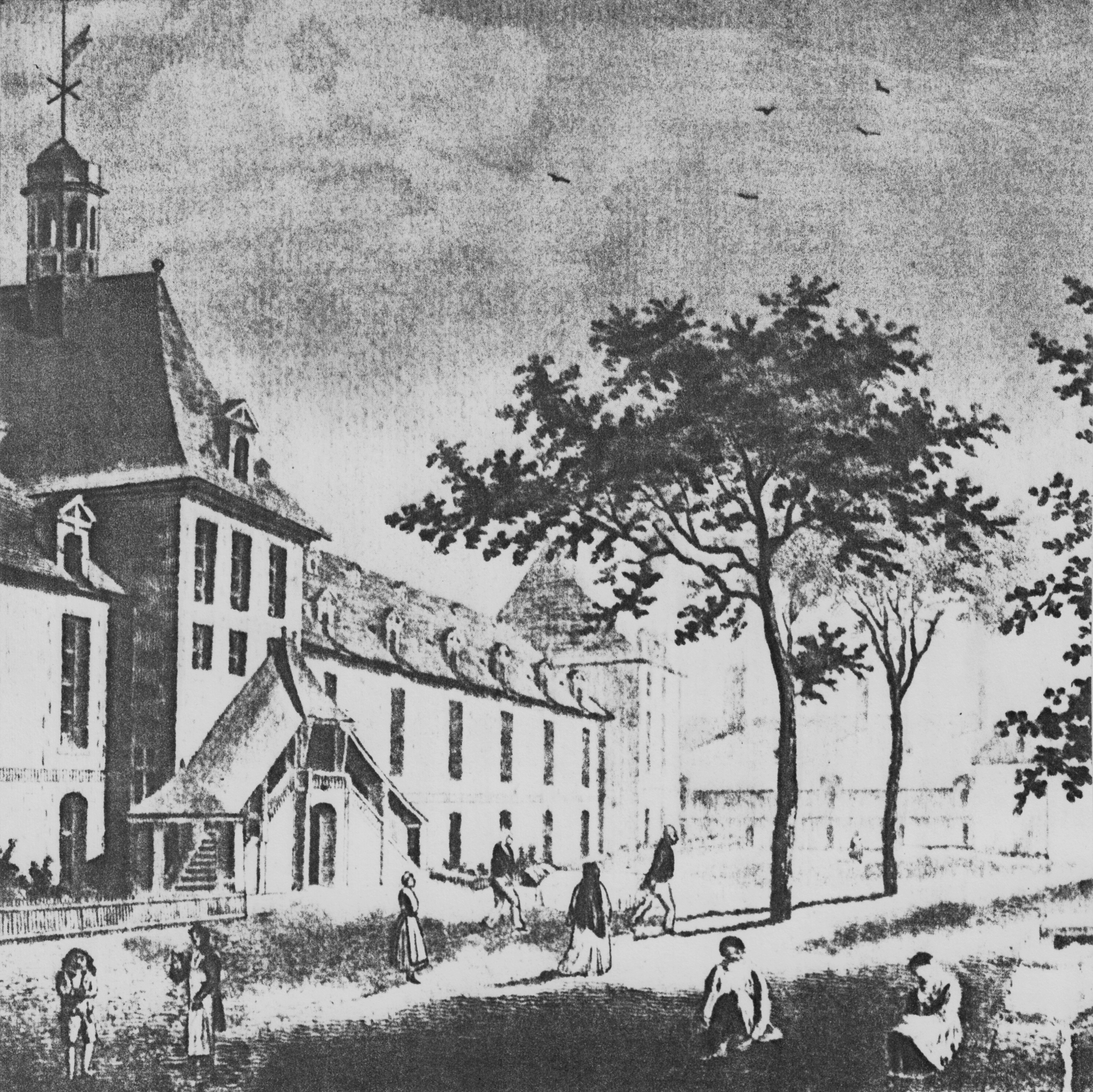
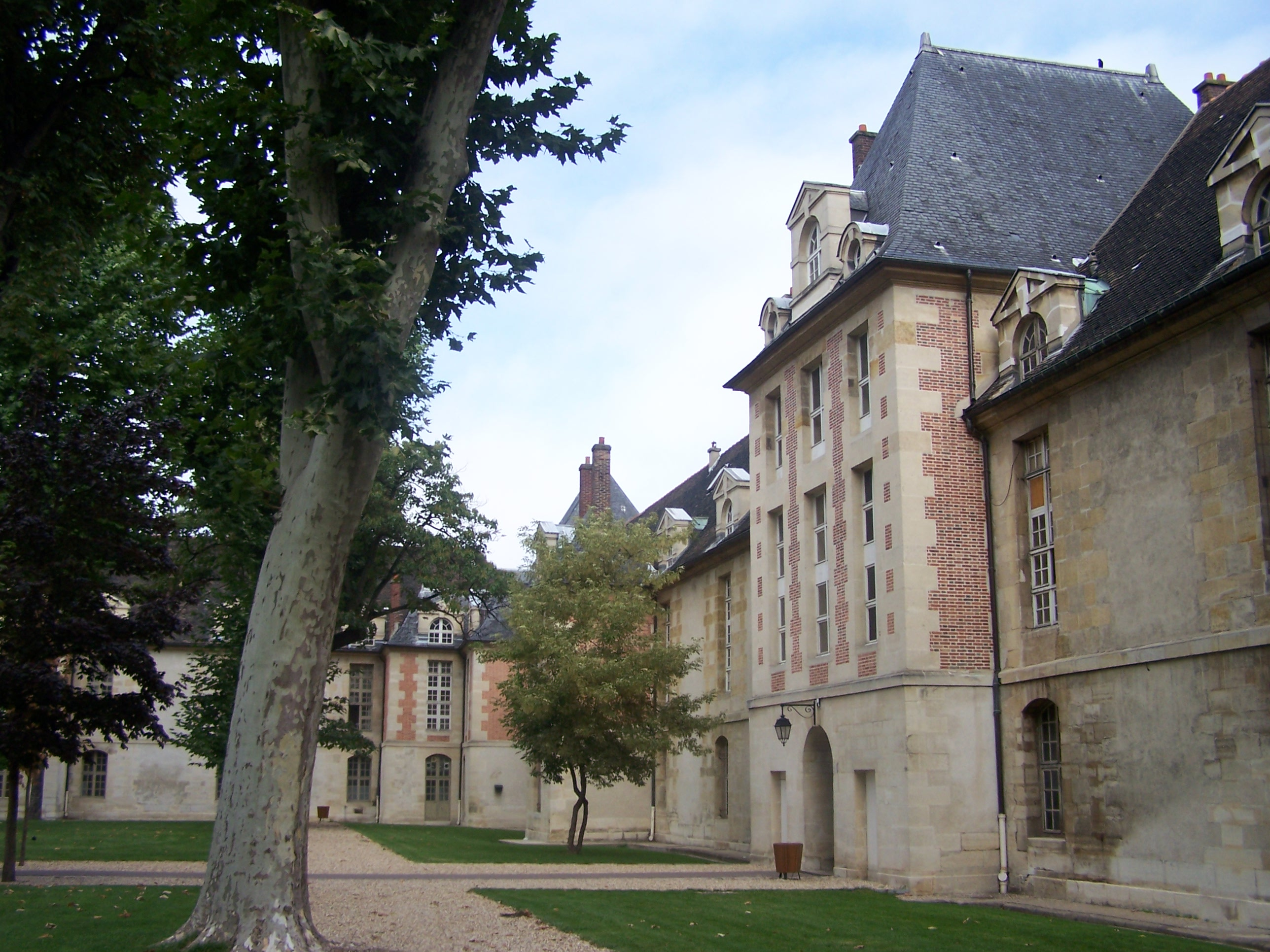
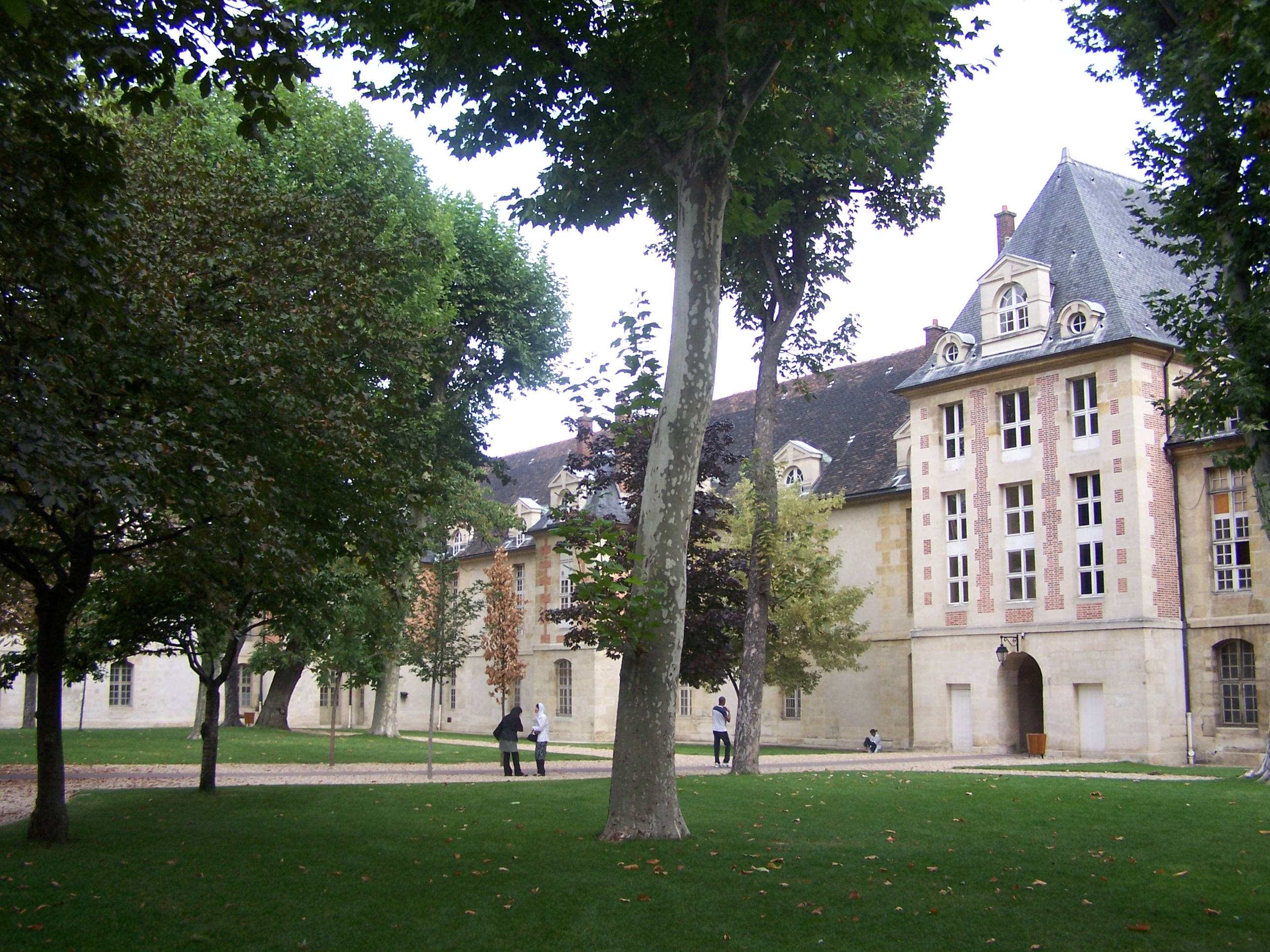